# Карл Симон Моргенштерн
Карл (Кароль) Симон Моргенштерн (нім. Karl Morgenstern, 28 серпня 1770, Магдебург — 15 вересня 1857, Дерпт) — балтійський філолог і нумізмат німецького походження. Професор Дерптського університету, почесний член Імператорської академії наук у Петербурзі, член Товариства наук при Харківському університеті.

## Біографія
Моргенштерн народився в Магдебурзі. Навчався в університеті Галле.
У 1802 році переїхав в місто Дерпт в Ліфляндській губернії Російської імперії (тепер Тарту, Естонія), де провів решту свого життя. Він очолив кафедру риторики, класичної філології, естетики та історії мистецтва і літератури в новоствореному Дерптському університеті і став першим директором його бібліотеки.
Навіть після його виходу на пенсію в 1834 році Моргенштерн залишився в Дерпті.

## Наукова діяльність
Карл Моргенштерн є автором безлічі промов і університетських програм з грецької і латинської філології, філософії, історії німецької літератури і естетики. Крім того, Моргенштерн написав кілька цінних нумізматичних творів, з яких найбільш капітальним є «Commentatio de numismate Basilii Tshernigoviae nuper efosso» (Дерпт, 1824-6). Моргенштерн розглядає тут знайдену в 1821 році біля Чернігова золоту медаль, що належить до числа так званих змійовиків, і визнає її викарбованою великим князем Володимиром Святим в пам'ять перемоги християнства над ідолопоклонством.
Моргенштерн зібрав колекцію листів, німецьких рукописів і автографів відомих людей 18-19 століть. Колекція зберігається у музеї Тартутського університету.